# Richard Pischel

Richard Pischel

Richard Pischel (* 18. Januar 1849 in Breslau; † 26. Dezember 1908 in Madras, Indien)  war von 1885 bis 1902 ordentlicher Professor für Vergleichende Sprachwissenschaft und Indologie an der Universität Halle.

## Leben
Der 1849 in Breslau geborene Richard Pischel besuchte von 1858 bis zum Abitur 1867 das Maria-Magdalenen-Gymnasium in seiner Geburtsstadt. Im Anschluss studierte er Indologie an der Universität Breslau, wo er 1870 seine Promotion bei Adolf Friedrich Stenzler mit einer Untersuchung über die Rezensionen der Sakuntala des Kalidasa ablegte und später seine Habilitation über die Prakrit-Grammatiker vorlegte.
1875 folgte Pischel dem Ruf an die Universität Kiel. Dort veröffentlichte er die Sakuntala nach der bengalischen Rezension und Textausgaben des Prakrit-Grammatikers Hemacandra.
Zehn Jahre später berief man ihn erfolgreich an die Universität Halle. Hier arbeitete er eng mit Karl Friedrich Geldner auf dem Gebiet des Veda-Studiums zusammen.
Von 1886 bis 1902 war Richard Pischel zudem Geschäftsführer und Bibliothekar der Deutschen Morgenländischen Gesellschaft. 1889 wurde er zum korrespondierenden Mitglied der Göttinger Akademie der Wissenschaften gewählt.
1900 gab er die »Grammatik der Prakrit-Sprachen« heraus und wurde zum Rektor der Universität Halle berufen. Zwei Jahre später trat Pischel die Nachfolge Albrecht Webers für den Lehrstuhl für Indologie an der Friedrich-Wilhelms-Universität in Berlin an. Dort bereitete er die preußische Turfan-Expeditionen vor und betreute mit seinen Schülern deren Auswertung. Er lebte zu dieser Zeit im Herzen des Berliner Neuen Westens in der Passauer Straße. 1902 wurde er ordentliches Mitglied der Preußischen Akademie der Wissenschaften und 1907 korrespondierendes Mitglied der Bayerischen Akademie der Wissenschaften. Ab 1905 war er auch korrespondierendes Mitglied der Russischen Akademie der Wissenschaften in Sankt Petersburg.
1908 nahm Richard Pischel die Einladung der Universität Kalkutta zu einem Vortragszyklus über die mittel-indoarischen Sprachen an, starb jedoch bereits bei der Anreise in Madras. Die Universität Kalkutta ehrte ihn gleichermaßen durch den Ankauf seiner Privatbibliothek wie auch mit der Pischel Memorial Hall bis heute.

## Schüler
- Wilhelm Solf, (1862–1936) Promotion 1885, Übersetzung altindischer Liebeslyrik, später nach Jurastudium deutscher Diplomat, Kolonialbeamter und während der Weimarer Republik Politiker (DDP). Seine Frau Hanna Solf war Widerstandskämpferin im Dritten Reich und leitete den sogenannten Solf-Kreis.
- Friedrich Schrader, (1865–1922) Promotion 1889, Übersetzung der Karmapradipa (Teil I.), später stellvertretender Chefredakteur der deutschsprachigen Istanbuler Tageszeitung Osmanischer Lloyd (1908–1917) und unter anderem Feuilletonkorrespondent der Frankfurter Zeitung, lebte ab 1891 in Istanbul.
- Baron Alexander von Staël-Holstein, (1877–1937) Promotion 1900, Übersetzung der Karmapradipa (Teil II.), später Professor für Indologie, Tibetologie, und chinesische Phonetik an der Universität Peking, dort tätig ab 1918.
- Richard Schmidt, (1866–1939) Promotion 1890, Übersetzer des Kamasutra, ab 1910 Professor in Münster.
- Karl Eugen Neumann, (1865–1915) Promotion 1891, promovierte mit einer Arbeit über einen Pali-Text, einer der ersten praktizierenden Buddhisten der Neuzeit in der westlichen Hemisphäre, heute vor allem in Europa als Gründervater des modernen westlichen Buddhismus verehrt.

## Auszeichnungen
- 1872 und 1875: Förderpreis der Bopp-Stiftung

## Ausgewählte Publikationen
- 1870: De Kalidasae Sakuntali recensionibus. Dissertation Breslau. (Digitalisat)
- 1874: De grammaticis Pracriticis. Habilitation Breslau. (Digitalisat)
- 1877: Kalidasas Abhijñanasakuntala. The Bengali Recension. With critical notes. Kiel.
- 1880: The Desinamala of Hemacandra. Edited with critical notes … by R. P. and G. Bühler (BSS 17). Bombay.
- 1889: Vedische Studien. 3 Bände. Kohlhammer, Stuttgart (mit Karl F. Geldner) 1889–1901.  (Digitalisat Band 1), (Band 2)
- 1894: Beiträge zur Kenntnis der deutschen Zigeuner. Halle a.S.: M. Niemeyer
- 1900: Grammatik der Prakrit-Sprachen. Straßburg.
- 1906: Leben und Lehre des Buddha. Leipzig.